# Корчагин, Александр Юрьевич
Александр Юрьевич Корчагин (род. 17 апреля 1964, Краснодар) — председатель Ставропольского краевого суда с 2007 года - 2013 год,

## Биография
- В 1981—1985 годы — курсант Высшего военного училища им. Штеменко г. Краснодара
- 1985—1990 годы — служба в Вооруженных Силах СССР на разных должностях
- В 1990 году — судебный исполнитель Ленинского районного народного суда г. Краснодара.
- В 1990 году — консультант Ленинского районного народного суда г. Краснодара.
- В 1992 году — окончил юридический факультет Кубанского государственного университета.
- 1992—1995 годы — член Краснодарской краевой коллегии адвокатов.
- В 1995 году — судья Ленинского районного суда г. Краснодара
- 1999—2000 годы — председатель Анапского городского суда Краснодарского края
- С декабря 2000 года — судья Краснодарского краевого суда, председательствующий состава в постоянной сессии Краснодарского краевого суда в г. Сочи и по Черноморскому побережью
- С 2001 года — руководитель надзорной инстанции Краснодарского краевого суда
- В 2002 году — член Президиума Краснодарского краевого суда
- С 2002—2006 годы — председатель Совета судей Краснодарского края
- С августа 2003 года — заместитель председателя Краснодарского краевого суда
- 10 августа 2007 года — 2013 год Указом Президента РФ назначен на должность председателя Ставропольского краевого суда Ставропольского края
- С 2008 года — 2013 год член Совета судей Российской Федерации

Доктор юридических наук, профессор, автор ряда научных, исторических монографий и около 60 научных статей, посвященных планированию и организации судебного разбирательства, а также методике рассмотрения уголовных дел в судах
Входит в состав Совета при Полномочном представителе Президента Российской Федерации в Северо-Кавказском федеральном округе по противодействию коррупции.

## Квалификационный класс
Судья первого квалификационного класса (присвоен 13 марта 2002 года)
В соответствии с Решением Высшей квалификационной коллегии судей Российской Федерации от 25 января 2013 года считать имеющим второй квалификационный класс.

## Награды
- Медаль ордена «За заслуги перед Отечеством» II степени — 10 апреля 2006 — за заслуги в укреплении законности, защите прав и законных интересов граждан и многолетнюю добросовестную работу[1]
- Знак отличия «За усердие» I степени — 7 ноября 2011 — за большой личный вклад в развитие судебной системы, всестороннее содействие в укреплении и совершенствовании правосудия в Российской Федерации[2]
- Почётная грамота Судебного департамента при Верховном суде Российской Федерации — 9 августа 2001 — за большой вклад в развитие международного сотрудничества между судейскими сообществами России и Великобритании[3]
- Почётная Грамота Совета судей Российской Федерации 30 марта 2006 — за большой вклад в реализацию судебной реформы, совершенствование правосудия в Российской Федерации, защиту интересов судейского сообщества[4]
- Благодарность Судебного департамента при Верховном суде Российской Федерации 21 июля 2008 — за профессиональный подход к организации кадровой работы, рациональное использование штатной численности, а также эффективное руководство прохождением государственной службы[5]
- Присвоено Почётное звание «Заслуженный юрист Кубани» 16 декабря 2003[6]
- Памятная медаль «За выдающийся вклад в развитие Кубани» I степени 21 февраля 2006 — за образцовое выполнение служебного долга, большой личный вклад в укрепление законности и правопорядка[7]